# Retablo Martinengo

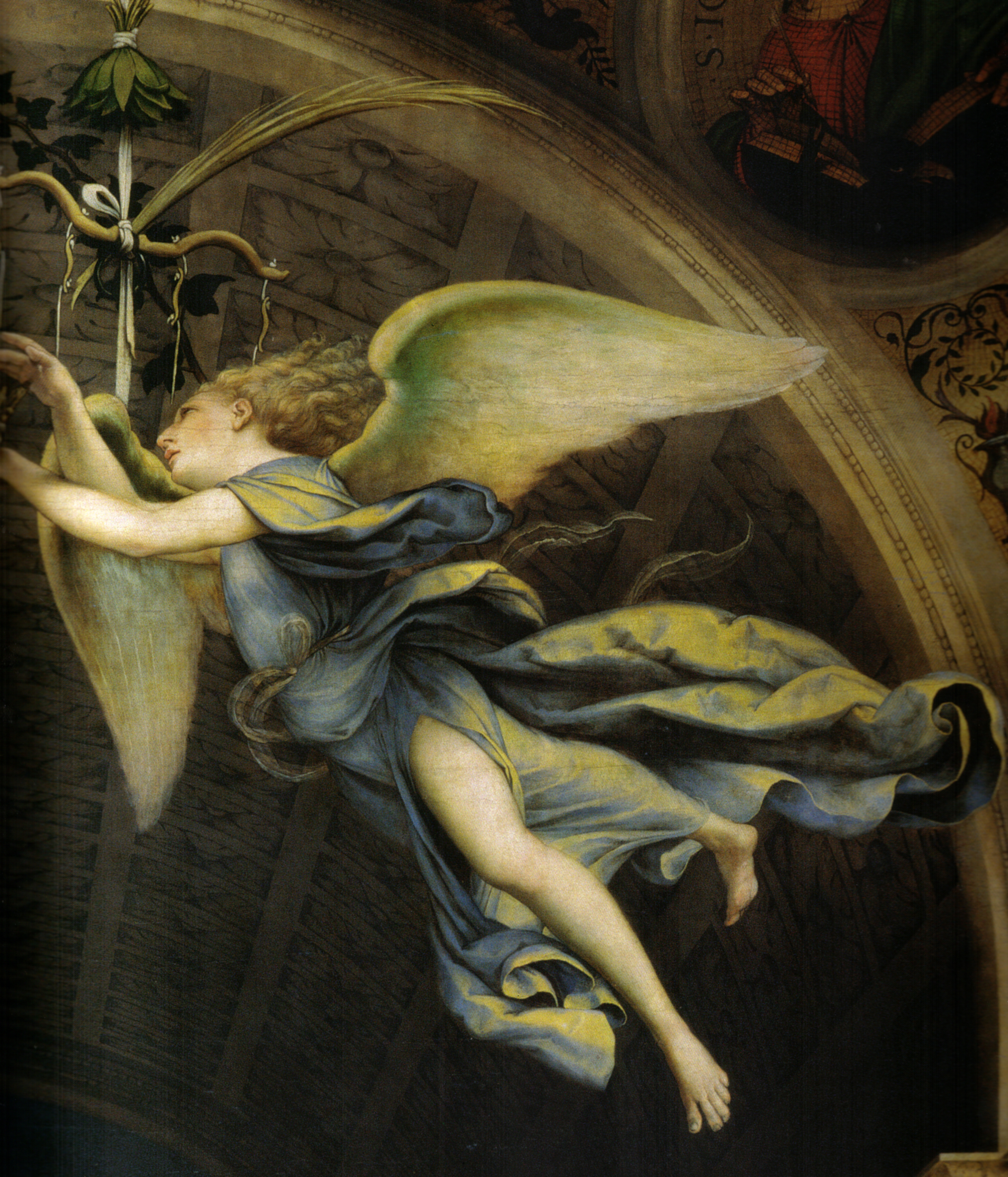
Detalle, el ángel de la derecha.

El Retablo Martinengo es una pintura al óleo sobre tabla de 520 x 250 cm de Lorenzo Lotto, realizada de 1513 a 1516 y conservada en la iglesia de los Santos Bartolomé y Esteban de Bérgamo. La obra está firmada y datada en la placa que cuelga en el pedestal del trono: "Laurentius / Lotus / M.D.XVI".

## Historia
El 15 de mayo de 1513 Lorenzo Lotto estaba en Bérgamo para firmar el contrato para un gran retablo para el altar mayor de la iglesia de San Esteban y Santo Domingo, financiado por Alessandro Martinengo Colleoni, nieto de Bartolomeo Colleoni. Fue terminado tres años después, en 1516, como atestigua la firma, y se pagó la extraordinaria suma de 500 ducados. Para el comprador se trataba de una operación encaminada a reafirmar el prestigio propio y familiar, renovando la tradición de importantes comisiones artísticas como era el caso de la cercana Capilla Colleoni. La opción de un artista veneciano debía subrayar el vínculo de amistad de Bérgamo con la dominante Venecia, donde Martinengo Colleoni, que se había casado con la veneciana Barbara Mocenigo, residía habitualmente, pasando solo breves periodos en el castillo de Malpaga. 
Difícil es saber cómo Lotto se había enterado de la posible realización de una obra pública en Bérgamo, un trabajo seguramente de prestigio. Un intermediario podrían haber sido los hermanos dominicos de la iglesia en las Marcas, región en la cual Lotto había pasado un tiempo. Se podría asimismo considerar la presencia del artista en Roma donde podría haber conocido a Domenico Tasso que trabajaba al servicio del papa como un servicio postal que regresaba a Bérgamo en 1512, y que ya había encargado a Ambrogio da Fossano el Retablo del Espíritu Santo. Aunque por ello se lo consideraba pro-milanés, a su vuelta a Bérgamo colaboró activamente con la administración de la república veneciana. Además el hermano de Domenico, Luigi Tasso había sido obispo de Recanati, ciudad que Lotto conocía bien.
. 
En 1561 la iglesia fue demolida para fortificar las murallas venecianas, y el retablo junto con algún mobiliario fue trasladado a su nueva ubicación en la iglesia de San Bartolomé, en la parte baja de Bérgamo.
El retablo, el más grande jamás pintado por Lotto, incluía una predela dividida en tres paneles con Santo Domingo resucita a Napoleón Orsini, Deposición de Cristo y Lapidación de san Esteban, conservados en la pinacoteca de la Academia Carrara, mientras el coronamiento se conserva en el museo de Budapest. El conjunto original fue desmembrado durante uno de los traslados que la obra sufrió a causa de la destrucción de la iglesia de San Esteban en 1561.
Durante la Primera Guerra Mundial, el retablo fue retirado, guardado en sitio seguro y recolocado al término del conflicto para preservarlo de los bombardeos.

## Descripción y estilo
El centro de la tabla es una sagrada conversación, con la Madonna con el Niño sentada en un pedestal sobre un trono marmóreo rodeada de santos; es la obra más grande que el artista ejecutó en Bérgamo. Lotto estaba de vuelta de Roma, donde había presenciado en 1512 la inauguración de la Capilla Sixtina, llegando pues al encargo lleno de entusiasmo y de grandiosas aspiraciones. La escena está ambientada en una grandiosa arquitectura sacra de gusto bramantesco, con las figuras insertadas, contrariamente a lo habitual, hacia la fuga de las columnas de la nave, y no sobre el fondo del ábside, al límite entre la sombra y la luz, bajo una bóveda de cañón artesonada. En el centro se abre un tambor circular en el techo, donde se ubicaría la cúpula, asentado sobre pechinas decoradas con mosaicos de los evangelistas, Marcos y Juan, dando la sensación de un ambiente que se amplifica más allá del espacio pictórico. Aquí la estructura está abierta al cielo, desde donde entra la luz y se asoman dos ángeles en la balaustrada, quizás inspirado en la Cámara de los esposos de Mantegna. Estos sujetan las cuerdas de las que cuelgan coronas vegetales y objetos, mientras otros dos, con flotantes túnicas azules que cambian a oro, están volando sobre María sosteniendo su corona como Reina del Cielo. El desciframiento de los símbolos, de las alusiones y de las inscripciones de la parte superior ("Divina Suave") es una empresa que puso a prueba a la crítica, no plenamente concluida. Parece que algunos de los objetos se inspiran en los símbolos crípticos de la Hypnerotomachia Poliphili, aludiendo a los beneficios del Reino de los Cielos y del dominio veneciano sobre Bérgamo, del cual Martinengo era defensor. "Divina" sería de hecho la Justicia (la balanza que cuelga con una espada) y "Suave" del que pende el yugo, referido a los venecianos.
La parte inferior tiene un esquema más tradicional, con la Madonna sobre un alto trono con la base zoomorfa, tallada con numerosas zarpas de león, que combinan con el león de san Marcos que se asoma detrás a la izquierda, cerca del evangelista. Diez santos están dispuestos en semicírculo, desde la izquierda: san Alejandro, santo patrón del comitente, representado con una brillante armadura, rica en reflejos metálicos, cuyo rostro es probablemente el del propio Alessandro Martinengo, en un retrato a lo divino; junto a él se encuentra probablemente el retrato de la esposa Barbara, representada también como su santa patrona.
Le sigue Santiago el Mayor, con el bastón de peregrino, detrás de Domingo de Guzmán en posición preeminente al lado del trono, en cuanto santo titular de la iglesia, y san Marcos, patrón de Venecia. Del otro lado se encuentran Catalina de Alejandría, con la rueda dentada rota y la palma del martirio, san Esteban, el otro titular de la iglesia, san Agustín, vestido de obispo, san Juan Bautista, vuelto de espaldas, y san Sebastián, maniatado y con las flechas clavadas, que mira al espectador. En este último santo se ve bien la nueva concepción luminosa del siglo XVI, que en nombre de un más exacto realismo y efectos más escenográficos no duda en dejar parcialmente en sombra a uno de los protagonistas del retablo.
Abajo, a los pies del trono, se ven dos angelitos desnudos que Lotto, con su habitual ironía, muestra tratando de extender una tela.

## Otros compartimentos
Al Retablo Martinengo también pertenecen:
- Ángel con cetro y globo (coronamiento), 46 x 155 cm, Budapest, Museo de Bellas Artes.
- Martirio de san Esteban (predela), 51 x 97 cm, Bérgamo, Academia Carrara.
- Deposición de Cristo (predela), 51 x 97 cm, Bérgamo, Academia Carrara.
- Santo Domingo resucita a Napoleón Orsini (predela), 51 x 97 cm, Bérgamo, Academia Carrara.
- Martirio de san Alejandro (tondo, lienzo), 16,8 cm de diámetro, Raleigh, North Carolina Museum of Art.
- Piedad (tondo, lienzo), 16,8 cm de diámetro, Raleigh, North Carolina Museum of Art.
- San Pedro mártir (de las pilastras, lienzo), 24 x 53 cm, Florencia, Fundación Longhi.
- Santo Domingo (de las pilastras, lienzo), 24 x 53 cm, Florencia, Fundación Longhi.

## Otras imágenes

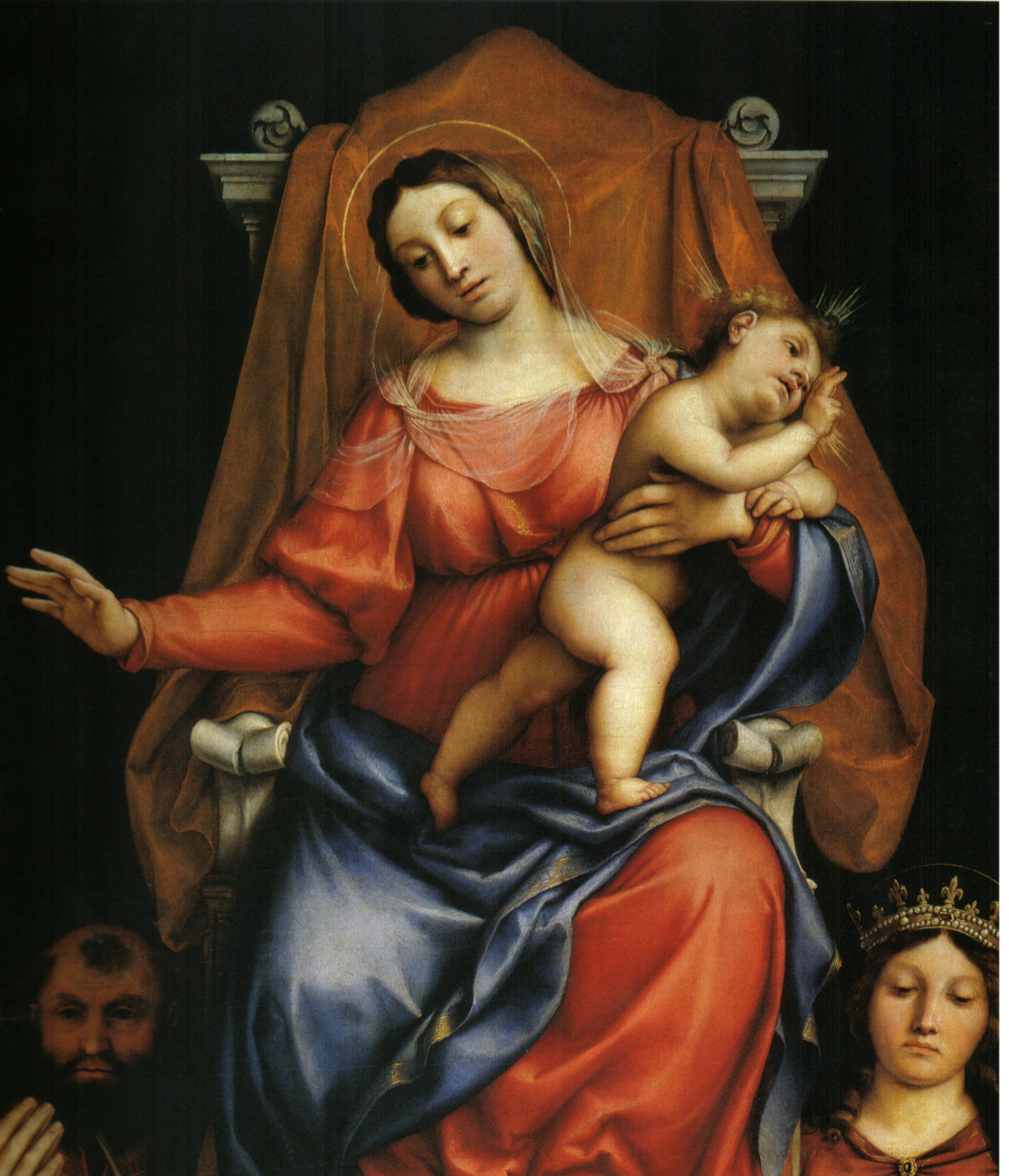
Detalle, la Virgen con el Niño.
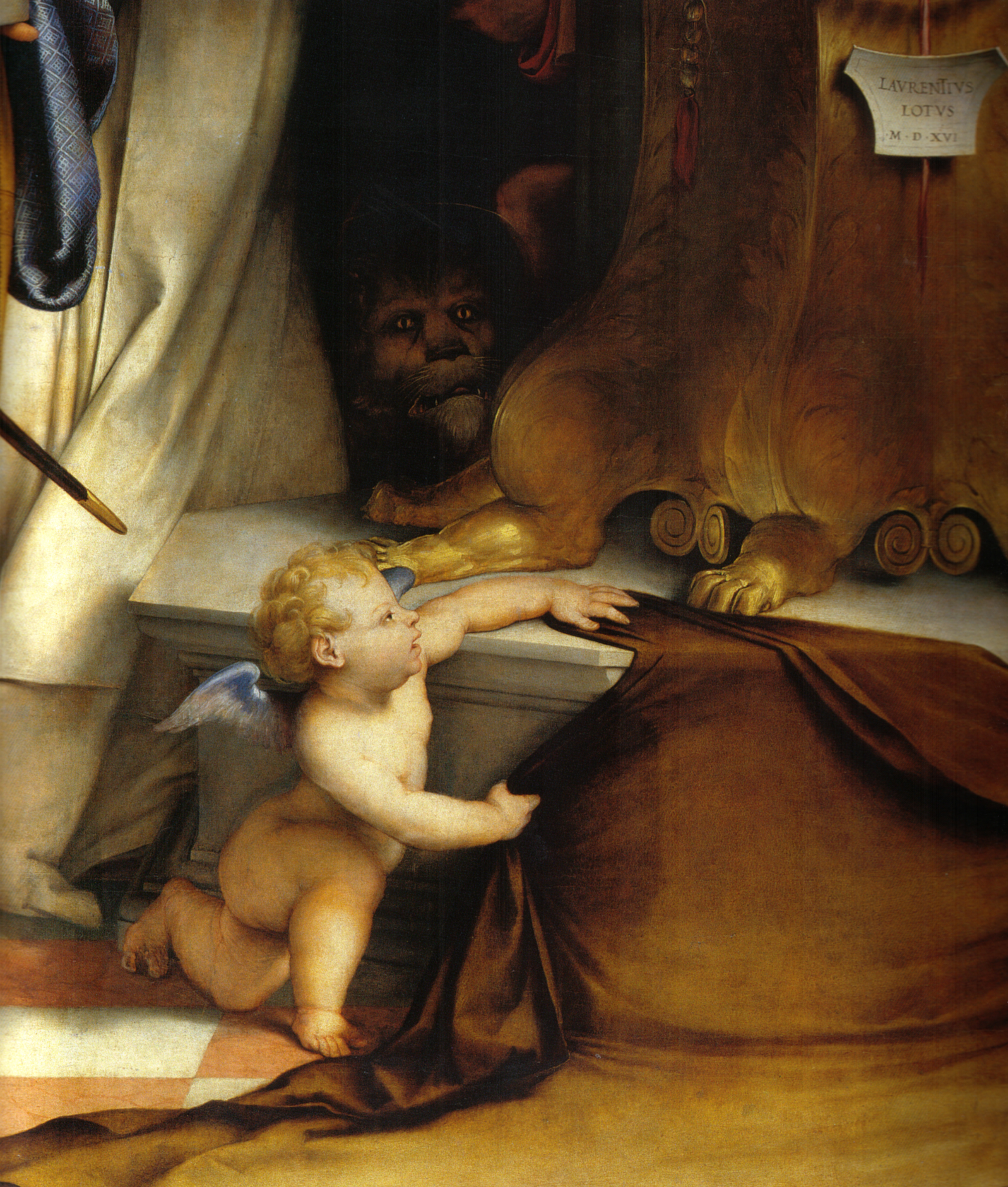
Detalle, angelito ante el trono.
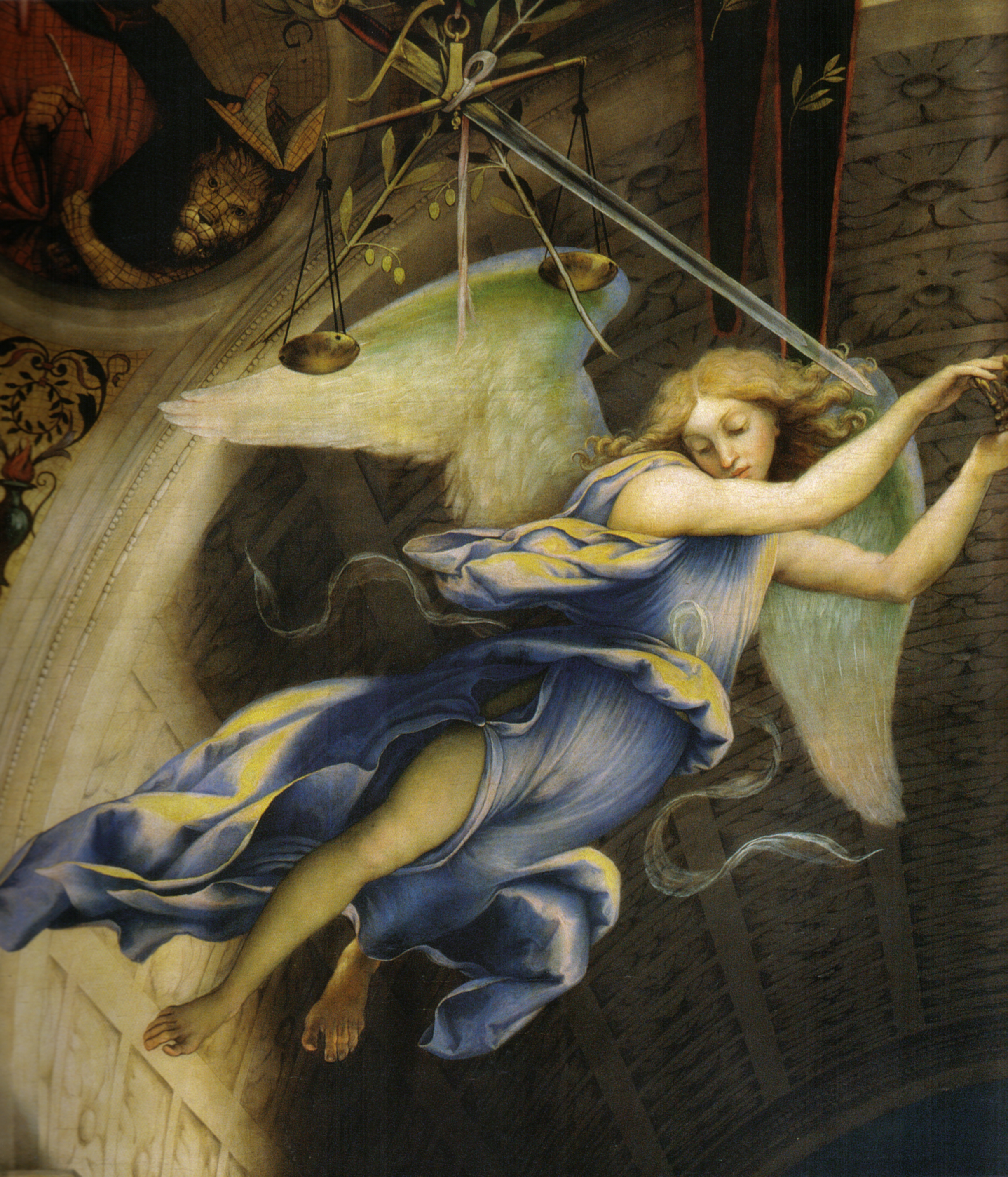
Detalle, el ángel de la izquierda.